# Road Runner's Death Valley Rally
Road Runner's Death Valley Rally é um jogo lançado para o Super NES, baseado nos personagens Looney Tunes, Papa-Léguas e Coiote.

## Premissa
O jogador controla o Papa-Léguas, que deve percorrer uma série de obstáculos até cruzar a marca de chegada (uma bandeira de corrida de Fórmula 1), sempre fugindo do Coyote e suas armadilhas.  O Coyote tem um único método de captura em cada nível, variando da fantasia de homem-morcego Acme (veja o episódio Gee Whiz-z-z, do desenho animado) a explosivos, e em cada nível existe uma cena em que a armadilha falha depois que o jogador cruza a marca de chegada. Depois de completar os três níveis do episódio, o Papa-Léguas enfrenta o Coyote, que está equipado com uma armadilha mais poderosa.

## Controles
Papa-Léguas possui uma série de movimentos usados para vencer o jogo. Ele consegue pular e correr (com o botão B e as setas, respectivamente). O movimento mais importante é o Turbo (com o botão Y), fazendo com que o Papa-Léguas consiga correr muito mais rapidamente. O Turbo torna o jogador invencível, ajudando a destruir inimigos e resistir aos ataques do Coyote. O Turbo depende da Barra de Energia (Energy Meter): se ela estiver vazia, é impossível usar o Turbo. O próximo movimento importante é feito utilizando-se o botão A, que faz com que o Papa-Léguas dê bicadas, possibilitando a ele comer alpiste para repor energia, ou atacar os inimigos (escorpiões, cobras, macacos, morcegos ou as máquinas do Coyote nos últimos níveis dos episódios [Boss Levels]). Com o botão L o Papa-Léguas diz "beep-beep!", e com o botão R ele balança sua língua. Apertando a seta para cima e o botão L ele pula e diz "beep-beep!".

## Itens
São oferecidos ao jogador vários itens durante o jogo.
•	1 Vida – Encontrando uma pequena cabeça de Papa-Léguas, o jogador ganha uma vida extra.
•	Número 500 - Soma 500 pontos à pontuação do jogador.
•	Alpiste - Repõe a energia do jogador.
•	Relógio - Congela o tempo e todos os inimigos.
•	Bandeira - Hastear uma bandeira adiciona pontos e bônus no fim do nível. As bandeiras existem em quatro cores: amarela, verde, vermelha e roxa.
•	Coração - Restaura a saúde do Papa-Léguas.
•	Escudo - Torna o Papa-Léguas invencível por um curto período de tempo.

## Como pontuar
Destruir inimigos e pegar os números 500 são as formas mais fáceis de pontuar, mas a forma mais eficiente é hastear as bandeiras distribuídas em várias áreas no nível. Ao fim de um nível ganha-se três bônus: Flag Bonus (bandeiras), Time Bonus (tempo restante no relógio), e Energy Bonus (energia restante na Barra de Energia). Adicionando-se pontos, o jogador ganha uma vida extra a cada 50.000 pontos e um Continue a cada 100.000 pontos.

## Últimos níveis dos episódios (Boss Levels)
Os últimos níveis dos episódios começam com o Coyote observando uma planta de seu mecanismo na tela, mostrando o que ele faz, e também seus pontos fracos (indicados com uma grande exclamação). O Papa-Léguas deve atingir com bicadas os pontos fracos da armadilha, destruindo-a. Depois que a máquina é destruída, Coyote é afetado pelo aparelho e uma cantora de Ópera caminha, tosse e começa a cantar. O Coyote levanta uma placa onde se lê "Not Yet". O nível termina com mais destruição. Papa-Léguas se dirige para o próximo episódio.

## Episódios
O jogo é composto de cinco "episódios" (ou fases), cada um contendo três níveis e o último nível, onde o Coyote controla um mecanismo mais poderoso (descrito abaixo).
•	"Zippity Splat" – O cenário é o deserto, como nos desenhos. Coyote usa uma catapulta para lançar pedras.
•	"Rock n' Rivet" – Se passa no local da construção das indústrias Acme. Coyote usa uma bola de demolição para esmagar o Papa-Léguas.
•	"Train Runnery" - A maior parte desse episódio se passa em um rápido trem circense. Coyote usa uma locomotiva para lançar bombas no trem onde o Papa-Léguas está.
•	"Hopalong Casualty" - Se passa em uma mina abandonada. Coyote controla uma máquina com brocas super-velozes.
•	"Quantum Beep" - O cenário é a lua. Coyote controla um robô: uma réplica gigante de sua cabeça, armada com mísseis. Este episódio tem a participação de Marvin Marciano e alguns de seus soldados.

## Fim
Depois de destruídos os pontos fracos do robô, Coyote aparece fora do aparelho explodindo, e o Papa-Léguas chega por trás dele e diz "Beep-Beep!". Coyote se assusta, caindo no abismo em direção ao planeta Terra. A cena seguinte se passa no deserto, onde o Coyote, ainda caindo, levanta uma placa onde se lê "How about ending this game before I hit?" (uma homenagem ao episódio Gee Whiz-z-z). Coyote cai perto da Linha de Chegada. Um caminhão da Acme “tropeça” em uma pedra, deixando cair vários explosivos na direção do Coyote. Papa-Léguas chega, olha o Coyote por um momento, diz "Beep-Beep!" e atravessa correndo a Linha de Chegada. Coyote olha para cima, pega o seu guarda-chuva minúsculo, e a cantora de Ópera cai sobre ele, cantando. Ele levanta uma bandeira branca. Depois da lista de créditos, o jogo termina com "That's all, folks!”.